# Gerardo Gandini
Gerardo Gandini (Buenos Aires, Argentina, 16 de octubre de 1936 - Buenos Aires, 22 de marzo de 2013) fue un pianista, compositor y director musical, que se transformó en una de las figuras más relevantes de la música contemporánea argentina de la segunda mitad del siglo XX. Estudió composición con Goffredo Petrassi y Alberto Ginastera y se formó como pianista con Roberto Caamaño, Pía Sebastiani e Yvonne Loriod.
Fue profesor del Instituto Di Tella (Buenos Aires), de la Juilliard School of Music de Nueva York, de la Facultad de Música de la Universidad Católica Argentina, del Conservatorio Gilardo Gilardi de La Plata (Argentina) y de la Facultad de Bellas Artes de la Universidad Nacional de La Plata (Argentina). También estuvo a cargo de los cursos de Música Contemporánea de la Fundación San Telmo/ Instituto Goethe de Buenos Aires y estuvo a cargo de uno de los talleres de composición de la Fundación Antorchas (Argentina).
Gandini fue director musical de la Orquesta Filarmónica de Buenos Aires, director musical del Teatro Colón y director-fundador del Centro de Experimentación en Ópera y Ballet del mismo teatro. Durante el año 2003, fue compositor residente del Teatro Colón.
Fue integrante como pianista del último sexteto de Astor Piazzolla.

## Reconocimientos
Gerardo Gandini recibió numerosos reconocimientos nacionales e internacionales: 
- Primer premio del Congreso para la Libertad de la Cultura (Roma, 1962)
- Beca del Gobierno Italiano (1966)
- Beca Guggenheim (1982)
- Premio Molière en categoría música para teatro (1977)
- Premio Municipal de Composición (Buenos Aires, 1960),
- León de Oro del Festival Internacional de Cine de Venecia (1998), por la banda sonora de la película La nube de Fernando Solanas.
- Premio Nacional de Música de Argentina (1996), por la ópera La ciudad ausente
- Fondo Nacional de las Artes (Argentina) le otorgó el Premio a la Trayectoria en 1996.
- Premio Konex - Mención Especial 2005 por su fundamental aporte a la Música Popular Argentina.
- VIII Premio Iberoamericano Tomás Luis de Victoria, (13 de marzo de 2008), considerado como el equivalente al Cervantes de la música clásica.[4]
- Premio Konex de Platino 2009 como Mejor Compositor de música clásica de la década en la Argentina.
- Fue nombrado miembro de número de la Academia Nacional de Bellas Artes.[5]
- Premio Konex de Honor 2019 por su personalidad de relieve sobresaliente fallecida en la última década.

Gandini, fue invitado regularmente a participar como jurado en concursos internacionales de composición.

## Obra

### Óperas
- La pasión de Buster Keaton (1978), con libreto de Rafael Alberti, ópera de cámara en un acto para barítono, conjunto de cámara, quinteto de jazz, marionetas y banda sonora
- Espejismos II (La muerte y la doncella) (1987), ópera de cámara para dos sopranos, dos mezzosopranos, dos bailarines y conjunto de cámara
- La casa sin sosiego (1992), con libreto de Griselda Gambaro, ópera de cámara en seis escenas para dos sopranos, dos mezzosopranos, contralto, tenor, seis actores y orquesta de cámara
- La ciudad ausente (1995), libreto de Ricardo Piglia, ópera en dos actos
- Liederkreis (una ópera sobre Schumann) (2000), con libreto de Alejandro Tantanian.

### Orquesta
- Variaciones para orquesta (1962), para arpa, piano, percusión, timbales, celesta, xilofón, glockenspiel, vibráfono, cuerdas (16'). Encargo ESSO Argentina, Premio Municipal de Música de Buenos Aires, estrenada por la Orquesta Sinfónica de Buffalo, dirigida por Richard Dufallo durante el Interamerican Music Festival de Washington (1965)

- Cadencias (1967), para arpa, piano, percusión, cuerdas (6'), estrenada por la Orquesta de la Academia Santa Cecilia, dirigida por Daniele Paris, Academia Nacional de Santa Cecilia, Roma (1967)
- Laberynthus Johannes (1973), para orquesta dividida en tres grupos: clavecín, arpa, marimba, piano, xilofón, saxofón tenor, batería, percusión, cuerdas (15'), estrenada por la Orquesta Filarmónica de Buenos Aires dirigida por Antonio Tauriello en el Teatro Colón (1973)
- Soria moria (1974), para orquesta de cuerdas formada por cuatro violines solos, un cuarteto de cuerda y un trío de cuerda (viola, violoncelo y contrabajo) (8'). Grabada en disco. Ediciones Melodie Zurich. Estrenado por la Camerata Bariloche en gira europea (1974)
- ... E sarà (1976), cinco piezas para orquesta: Homenaje a Girolamo Frescobaldi, Círculos sobre "L'enharmonique", Planh, Sarabande et Double y Homenaje a Domenico Scarlatti, para corno inglés, arpa, percusión, violín solo, cuerdas (20'). Estrenada por la Orquesta Sinfónica Nacional, dirigida por Antonio Tauriello. Teatro Cervantes, agosto 1976
- Eusebius (1984-85), cinco nocturnos para orquesta dividida en cuatro grupos, grupo A: percusión, celesta, arpa, cuerdas; grupo B: cuerdas s/b.; grupo C: cuerdas y grupo D: percusión, piano, cuerdas (12'). Estrenada por la Orquesta Filarmónica de Buenos Aires, dirigida por Juan Pablo Izquierdo. Teatro Colón, septiembre de 1985
- Música ficción III (1990), tres piezas para orquesta de cámara : Neobarroco, Pasos (en la nieve) y Reescritura y continuación de una pieza de Arnold Schoenberg, para voz, percusión, piano, celesta, armónica y cuerdas ( 12’). Estrenada por el Taller de Música Contemporánea, dirigido por Gerardo Gandini. Instituto Goethe, septiembre de 1990
- Mozartvariationen (1991) para voz, percusión, piano y cuerdas (15’), estrenada en el Instituto Goethe, 1991
- Estudios para descripción de la luna (1993), para orquesta de cámara, percusión y piano (12'), estrenada por la Sinfonietta de la Fundación Omega Seguros, dirigida por Gerardo Gandini, en el Teatro General San Martín, 1994

## Filmografía
Música
- Allá lejos y hace tiempo (1978) dir. Manuel Antin

Actuación
- Notas de tango (2001) dir. Rafael Filippelli

## Vida personal
La cantante y pianista Alina Gandini es su hija.